# آفتاب‌پرست عراقی
آفتاب‌پرست عراقی (نام علمی: Heliotropium crassifolium) نام یک گونه از سردهٔ آفتاب‌پرست است. سردهٔ آفتاب‌پرست در ایران ۴۷ گونهٔ علفی یک ساله و چند ساله دارد که در سراسر ایران پراکنده‌اند. آفتاب‌پرست عراقی یکی از ۴۷ گونهٔ موجود در ایران است.